# Josef Liebl
Josef Liebl (* 3. Juli 1831 in Etsdorf am Kamp; † 18. März 1880 in Unterhall, ehemalige Gemeinde Hall) war Eisenwerksbesitzer und Abgeordneter zum Österreichischen Abgeordnetenhaus.

## Leben
Josef Liebl war Sohn des gleichnamigen Müllers und Gewerken Josef Liebl († 1854). Ab 1854 war er Eisenwerks- und Gutsbesitzer in Mühlau in der Gemeinde Admont.
Er war römisch-katholisch und ab 1856 verheiratet mit Constantia Perger, mit der er drei Söhne und drei Töchter hatte, wobei eine Tochter jung verstorben ist.
Von 1870 bis 1874 war er Mitglied im Steiermärkischen Landtag (III. und IV. Wahlperiode).

## Politische Funktionen
Josef Liebl war vom 15. September 1870 bis zum 7. September 1873 Abgeordneter des Abgeordnetenhauses im Reichsrat (III. und IV. Legislaturperiode), Kronland Steiermark, Wählerklasse Landgemeinden (Bruck an der Mur, Aflenz, Mariazell, Kindberg, Mürzzuschlag, Leoben, Mautern, Eisenerz, Judenburg, Knittelfeld, Obdach, Oberzeiring, Liezen, Rottenmann, St. Gallen, Murau, Oberwölz, Neumarkt, Irdning,  Gröbming, Schladming, Aussee).

## Klubmitgliedschaften
Josef Liebl war ab Ende April 1871 Mitglied im Klub der äußersten Linken.